# Neuilly-Crimolois
Neuilly-Crimolois és un municipi francès situat al departament de la Costa d'Or i a la regió de Borgonya - Franc Comtat. Es crea el 28 de febrer de 2019, amb l'estatus de municipi nou, a partir de la fusió de Neuilly-lès-Dijon i Crimolois, que esdevenen municipis delegats. El 2021 tenia 3.146 habitants.